# Arthur Everett Shipley
Arthur Everett Shipley, né le 10 mars 1861 à Walton-on-Thames dans le Surrey et mort le 22 septembre 1927, est un zoologiste britannique.

## Biographie
Il grandit à Datchet, dans le Buckinghamshire (aujourd’hui le Berkshire) et fait ses études à l’University College School. Il entre au St Bartholomew's Hospital comme étudiant en médecine en 1879 et rejoint l’année suivante le Christ's College (Cambridge) pour y étudier les sciences naturelles et particulièrement la zoologie.
Shipley demeure à Cambridge après l’obtention de son diplôme comme préparateur en anatomie comparée en 1866, maître de conférence en morphologie des invertébrés en 1894 et chargé de cours en zoologie en 1908. Il est élu membre du Christ’s College en 1887 et directeur d'études en sciences naturelles en 1892.
En 1891, il est nommé secrétaire des muséums et salles de conférences de Cambridge, dont il assume la direction. En 1910, il est élu directeur du Christ’s College, fonction qu’il occupe jusqu’à sa mort. De 1917 à 1919, il est vice-chancelier de l’université de Cambridge.
Shipley se spécialise dans l’étude des vers parasites, publiant près de cinquante publications sur le sujet. Il est élu membre de la Royal Society en 1904. En 1893, il publie The Zoology of the Invertebrata qui devient un manuel très populaire. Avec Ernest William MacBride (1866-1940), il fait paraître en 1901 un Textbook of Zoology. Ce manuel est réédité trois fois jusqu’en 1920. De 1898 à 1909, avec Adam Sedgwick (1785-1873) et Joseph Jackson Lister (1857-1927), il fait paraître A student's text-book of zoology. Avec Sir Sidney Frederic Harmer (1862-1950), de 1895 à 1909, il dirige la publication des dix volumes de The Cambridge Natural History. Avec George Henry Falkiner Nuttall (1862-1937), il est le coéditeur du journal Parasitology de 1908 à 1914, l’éditeur assisteur du Journal of Economic Biology de 1905 à 1913. Parmi ses publications les plus connues, il faut citer Pearls and Parasites (1908), Grouse disease (1910), "J": a Memoir of John Willis Clark (1913), The Minor Horrors of War (1915 ; sur les parasites), More Minor Horrors (1916), Studies in Insect Life, and other essays (1917), avec Sir Arthur Schuster (1851-1934), Britain's heritage of science (1917), The Voyage of a Vice-Chancellor, with a chapter on university education in the United States (1919), Life (1923), Cambridge Cameos and Islands: West Indian and Aegean (1924) et Hunting under the Microscope (1928).
En 1918, Shipley participe à la British University Mission aux États-Unis, organisée par le Foreign Office pour contrecarrer la propagande allemande dans les universités américaines et promouvoir les études de troisième cycle des étudiants américains en Grande-Bretagne. En reconnaissance de ses recherches ainsi pour les services rendus à la nation pendant la guerre (dont la transformation du Christ's College Master's Lodge en foyer de convalescence pour officiers blessés). Shipley est fait chevalier grand-croix de l'ordre de l'Empire britannique en 1920.